# 鲁夫尔 (厄尔-卢瓦省)
鲁夫尔（法語：Rouvres，法語發音：[ʁuvʁ] ⓘ）是法国厄尔-卢瓦省的一个市镇，属于德勒区。

## 地理
鲁夫尔（48°50'22"N, 1°29'5"E）面积16.24 平方千米，位于法国中央-卢瓦尔河谷大区厄尔-卢瓦省，该省份为法国北部内陆省份，北起顺时针与厄尔省、伊夫林省、埃松省、卢瓦雷省、卢瓦-谢尔省、萨尔特省和奧恩省接壤。
与鲁夫尔接壤的市镇（或旧市镇、城区）包括：索雷勒-穆塞勒、圣旺马尔舍弗鲁瓦。

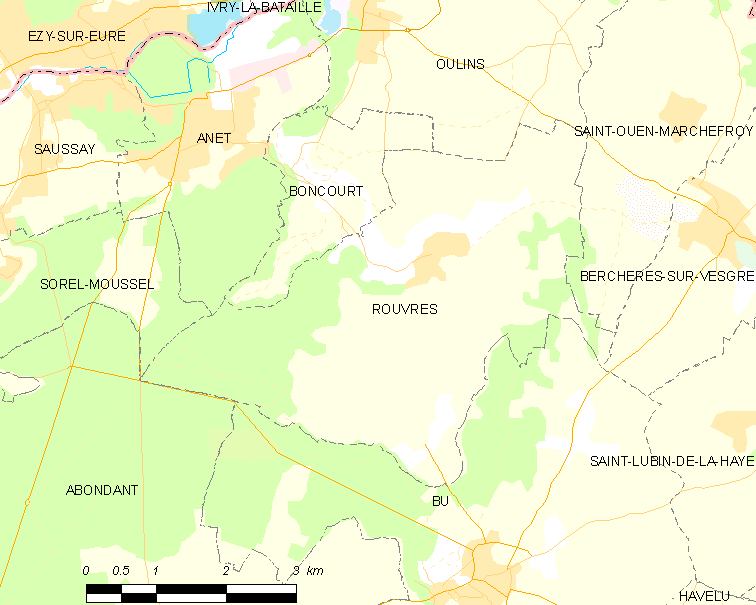
的OSM定位图

鲁夫尔的时区为UTC+01:00、UTC+02:00（夏令时）。

## 行政
鲁夫尔的邮政编码为28260，INSEE市镇编码为28321。

## 政治
鲁夫尔所属的省级选区为阿内特县。

## 人口

1962-2008年间人口变化图示

鲁夫尔于2022年1月1日时的人口数量为818人。